# Indywidualne Mistrzostwa Europy Juniorów na Żużlu 1982
Indywidualne Mistrzostwa Europy Juniorów na Żużlu 1982 – cykl turniejów żużlowych mających wyłonić najlepszych żużlowców do lat 21 na świecie. Tytuł wywalczył Czechosłowak Antonín Kasper. Oficjalnie zawody rozegrane zostały pod szyldem indywidualnych mistrzostw Europy juniorów.

## Finał
- 18 lipca 1982 (sobota),  Pocking – Stadion Rottalstadion

| Msc. | Zawodnik            | Kraj              | Pkt   |             |  |
| ---- | ------------------- | ----------------- | ----- | ----------- |  |
| 1    | Antonín Kasper      | Czechosłowacja    | 14    | (3,3,3,2,3) |  |
| 2    | Mark Courtney       | Wielka Brytania   | 12 +3 | (3,2,2,3,2) |  |
| 3    | Peter Ravn          | Dania             | 12 +2 | (2,3,2,3,2) |  |
| 4    | Lance King          | Stany Zjednoczone | 11    | (2,d,3,3,3) |  |
| 5    | Jan Osvald Pedersen | Dania             | 10    | (2,1,3,2,2) |  |
| 6    | Zoltán Hajdu        | Węgry             | 9     | (0,3,3,2,1) |  |
| 7    | Oleg Wołochow       | ZSRR              | 9     | (3,1,1,1,3) |  |
| 8    | John Jørgensen      | Dania             | 9     | (1,3,2,2,1) |  |
| 9    | David Bargh         | Nowa Zelandia     | 8     | (0,0,2,3,3) |  |
| 10   | Giorio Zaramella    | Włochy            | 6     | (3,1,1,0,1) |  |
| 11   | Zoltán Adorján      | Węgry             | 6     | (2,2,0,0,2) |  |
| 12   | Georg Greif         | RFN               | 4     | (1,2,0,1,0) |  |
| 13   | Wołodymyr Trofimow  | ZSRR              | 4     | (1,0,1,1,1) |  |
| 14   | Klaus Lausch        | RFN               | 3     | (0,2,0,1,0) |  |
| 15   | Brian Jacobsen      | Dania             | 3     | (1,1,1,0,0) |  |
| 16   | Sándor Tihanyi      | Węgry             | 0     | (0,0,0,0,0) |  |
|      | rez. Kent Noer      | Dania             | ns    |             |  |
|      | rez. Petr Kubicek   | Czechosłowacja    | ns    |             |  |